# Drimia simensis
Drimia simensis là một loài thực vật có hoa trong họ Măng tây. Loài này được (Hochst. ex A.Rich.) Stedje mô tả khoa học đầu tiên năm 1995.